# Vila Economizadora
A Vila Economizadora, localizada no bairro da Luz, na região central de São Paulo, é um conjunto residencial operário, construído entre 1908 e 1915 pelo empreiteiro italiano Antônio Bocchini, em parceria com a Sociedade Mútua Economizadora Paulista.
O espaço da Vila fica entre a Avenida do Estado e a Rua São Caetano (também conhecida como rua das noivas) e engloba cinco ruas: Rua Doutor Luiz Piza,  Rua Professor Leôncio Gurgel, Rua Doutor Cláudio de Souza, Rua Economizadora e Rua Euricles Félix de Matos – e os nomes dados a cada uma das vias são os mesmos os sócios da companhia empréstimos que financiaram a construção.
O local foi produzido em meio ao processo de industrialização da capital paulista e,  além disso, conta não só o desenvolvimento acelerado das fábricas e seu crescimento, como também revela um pouco mais a história da classe trabalhadora, que é um dos elementos mais importantes dessa fase da cidade.
Por isso, pouco mais de cem anos depois de sua inauguração, a Vila Economizadora compõe um conjunto de obras que formam a memória viva da história de São Paulo.

## História

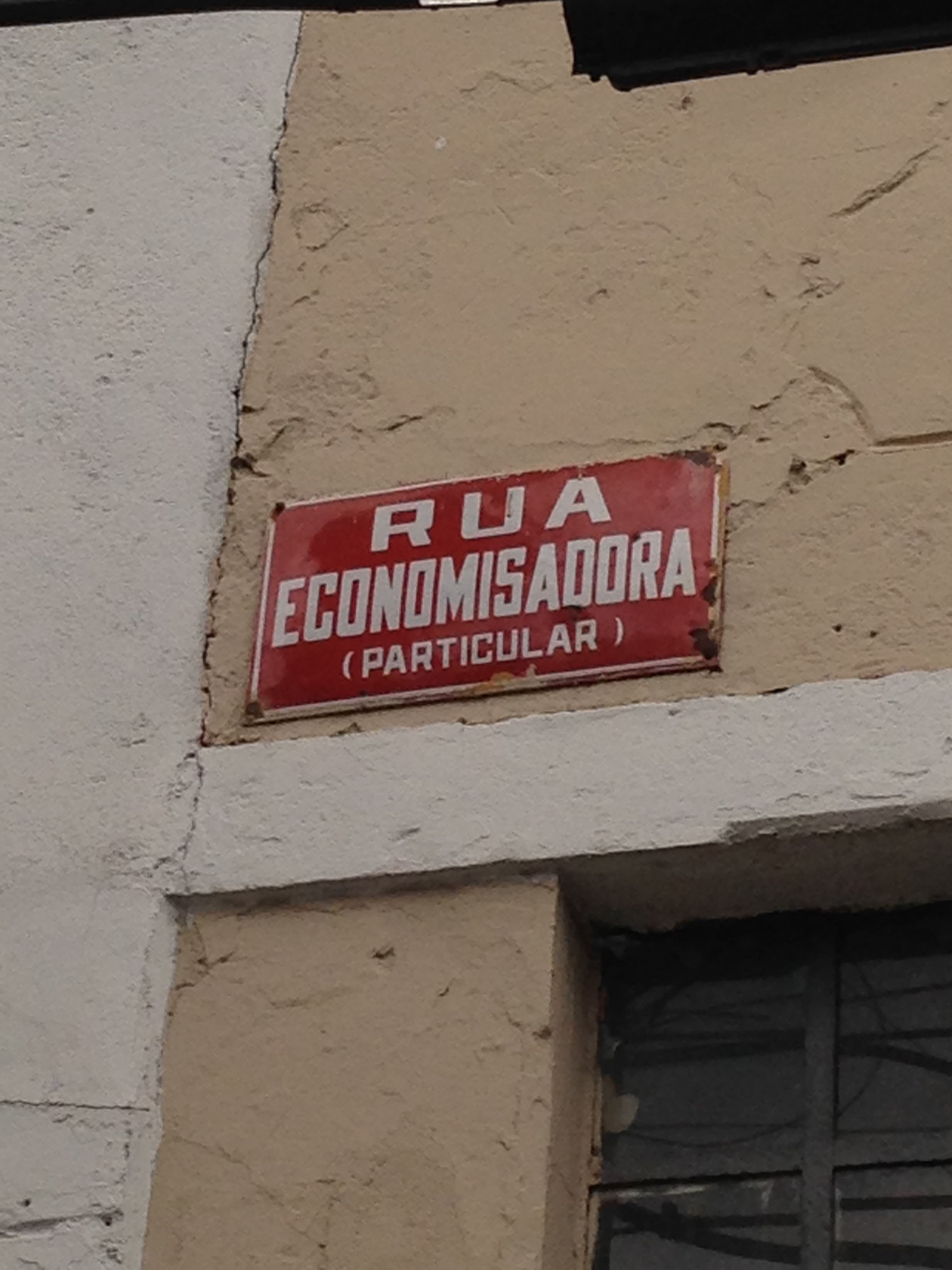
Placa Rua Economisadora, grafada com a letra s

Com produção de café cada vez mais maior, em meados de 1890, a cidade de São Paulo passou a ser visada pelo mercado externo, que tinha interesse pelo produto. Dessa forma, a capital passou a investir mais em infraestrutura, produzindo não só café como também algodão, couro e  açúcar, aproveitando as matérias-primas nacionais.
Assim, as fábricas passaram a contribuir com a geração de lucros da cidade e o país começou a ser menos dependente das outras nações, tendo a necessidade de um número menor de produtos importados.

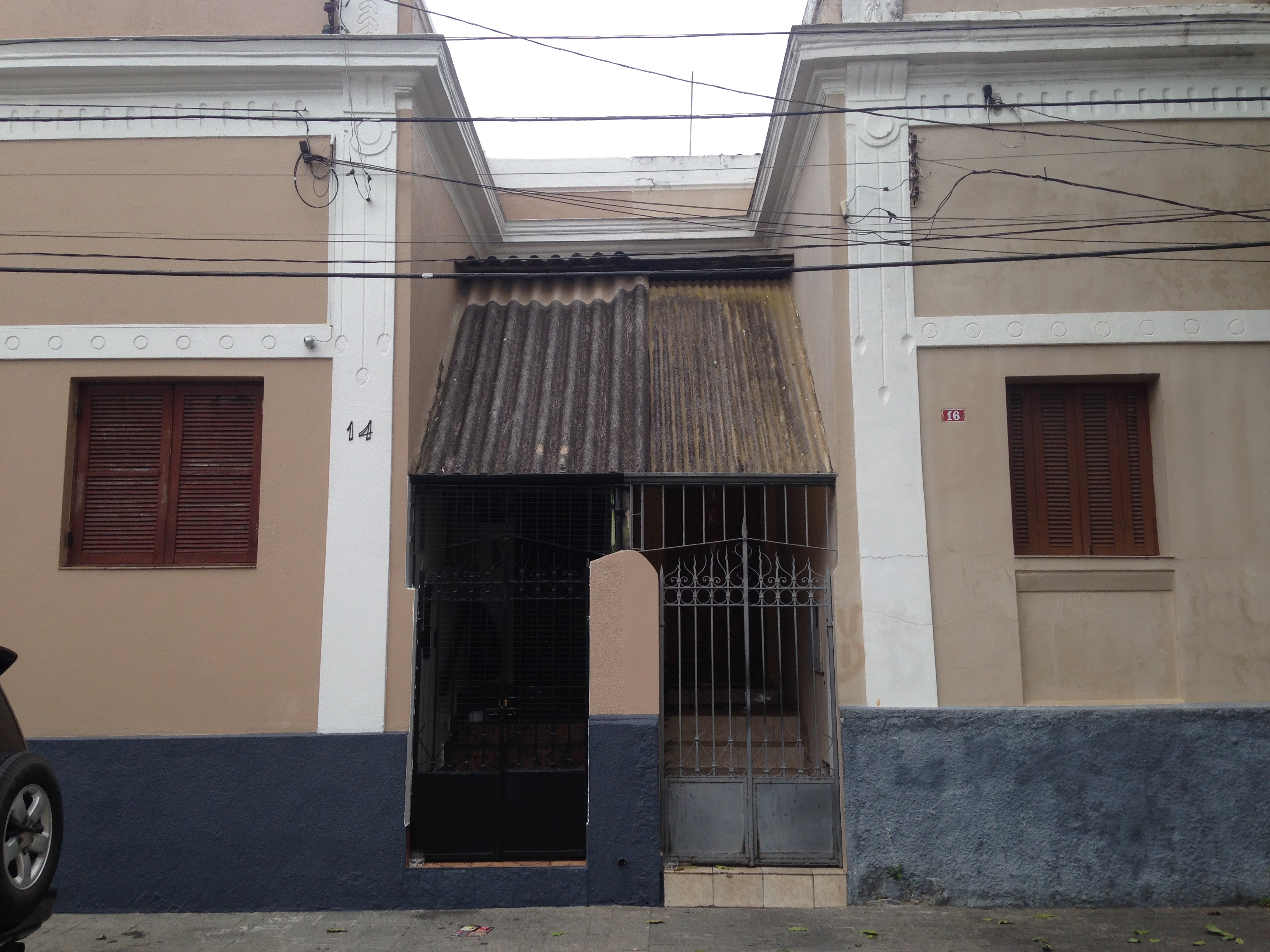
Fachada das casas da Vila Economizadora

A Vila Economizadora surge durante o fim do século XIX e início do século XX, quando esse processo de industrialização estava começando, resultando em um crescimento acelerado da cidade e uma expansão da classe trabalhadora – que era formada, principalmente, por imigrantes, mas também registrava a presença de brasileiros, ambos altamente interessados e atraídos pelas novas oportunidades de emprego e uma vida melhor.
A vila era organizada em seis quadras com imóveis térreos, com fachadas ornamentadas construídas por mão de obra de imigrantes alemães e italianos. Na década de 70 foram desapropriadas doze casas, dando lugar a uma pequena praça.
Com mão-de-obra garantida, principalmente pela vinda, em excesso, de estrangeiros, as indústrias começaram a se instalar perto das várzeas dos rios, por onde também passavam as linhas ferroviárias.
Para facilitar o acesso às fábricas nas quais trabalhavam, os funcionários das indústrias passaram a ocupar bairros próximos e no entorno dessas estações de trem, em cortiços ou em áreas que seriam, mais tarde, especialmente construídas para eles: as vilas operárias. 
As vilas surgiram, principalmente, do interesse de grupos de industriais e sociedades capitalistas de lucrar com esse movimento migratório para o centro da cidade. Assim, eles passaram a investir em conjuntos residenciais para essas famílias. 
Esses conjuntos atraíram uma grande massa da classe trabalhadora, que não dispunha de recursos financeiros para financiar compra de casa própria. Assim, a preços baixos, os imóveis começaram a ser rapidamente alugados por operários de mão-de-obra qualificada, principalmente imigrantes italianos.  

## Características Arquitetônicas

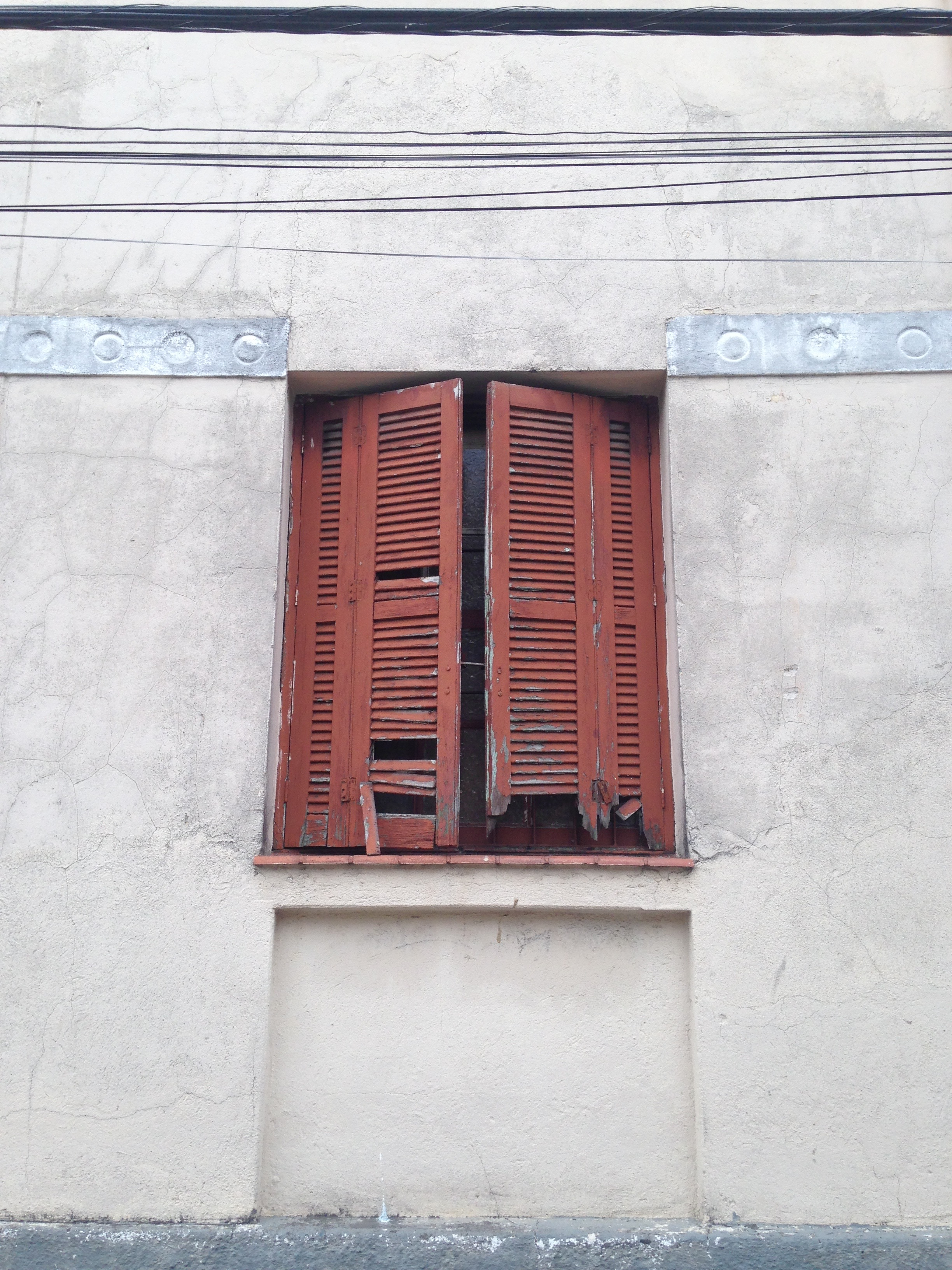
Detalhe da janela pouco conservada e decoração

Distribuída em uma área de cerca de 14 mil m², a Vila Economizadora foi criada, originalmente, com 147 casas, sendo 127 residenciais e 20 comerciais. Mais tarde, doze dessas moradias foram desapropriadas e demolidas pela Prefeitura de São Paulo, restando 134 edificações - 117 casas e 17 armazéns.
Afim de atender diferentes tipos de público e de necessidades, o planejamento inicial continha nove tipos de construções, nas quais as casas apresentavam de um a três quartos por unidade. Na conclusão do projeto, que foi assinado pelo arquiteto Giuseppe Sacchetti, oito tipos de residências foram criadas.

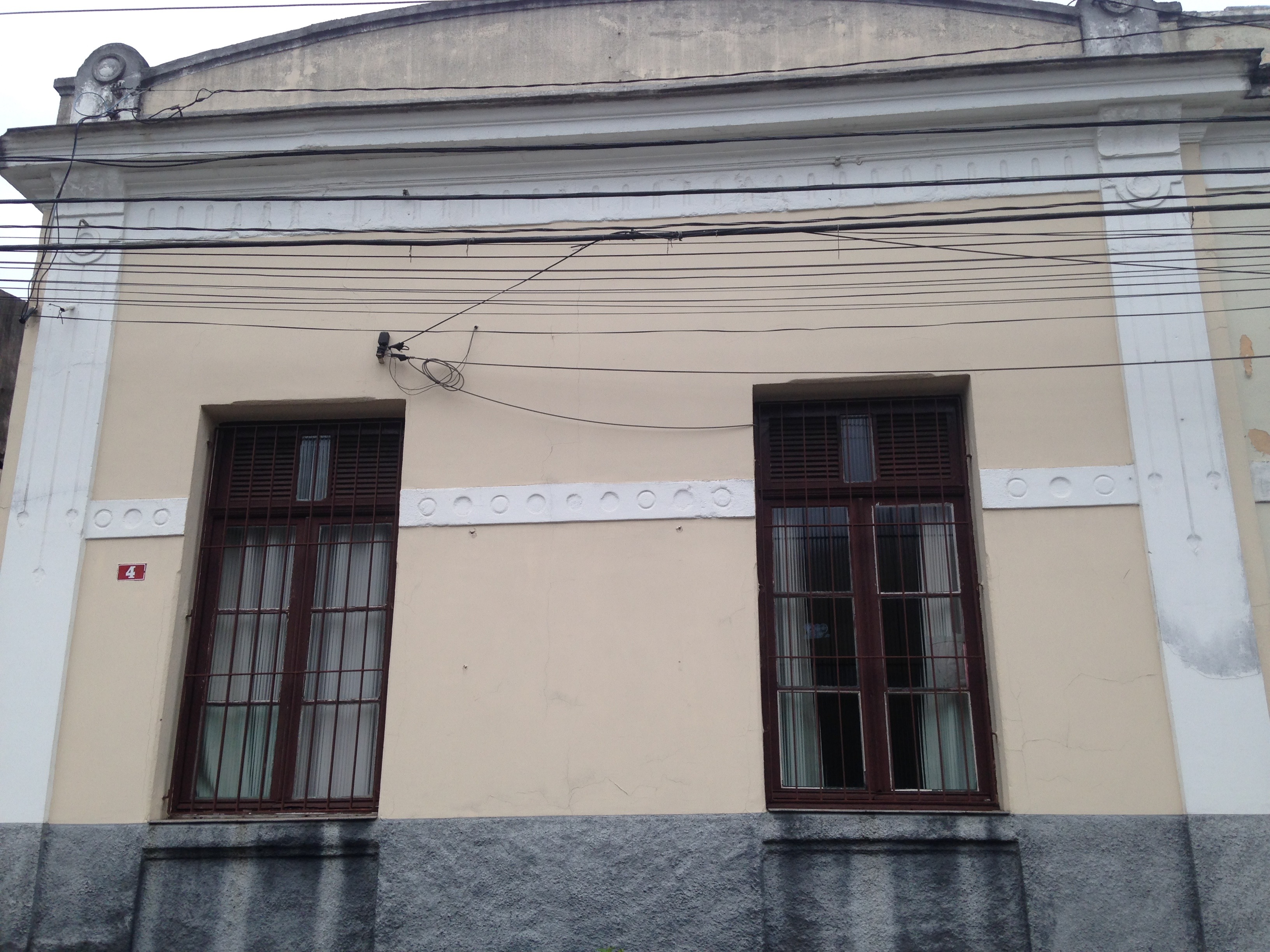
Detalhes dos arabescos em gesso

Composta de imóveis térreos, as casas da vila apresentavam, sem exceções, porão, pé direito alto, paredes em alvenaria e cobertura de cerâmica, forros de madeira e instalações sanitárias externas. 
Além disso, as construções seguem determinados padrões: as coberturas – telhados - são feitas de telhas de barro do tipo francesas e as fachadas são compostas por elementos decorativos em argamassa ou estuque, como cercaduras, guarda-pó, frisos e barras horizontais e verticais – que também estão presentes nas portas e janelas. 
A pintura das casas também segue um critério - as paredes são pintadas de camurça, enquanto janelas e portas são marrom-avermelhadas. Os ornamentos e molduras das janelas apresentam cor branca, enquanto o barrado inferior da residência é cinza. 

## Significado Histórico e Cultural

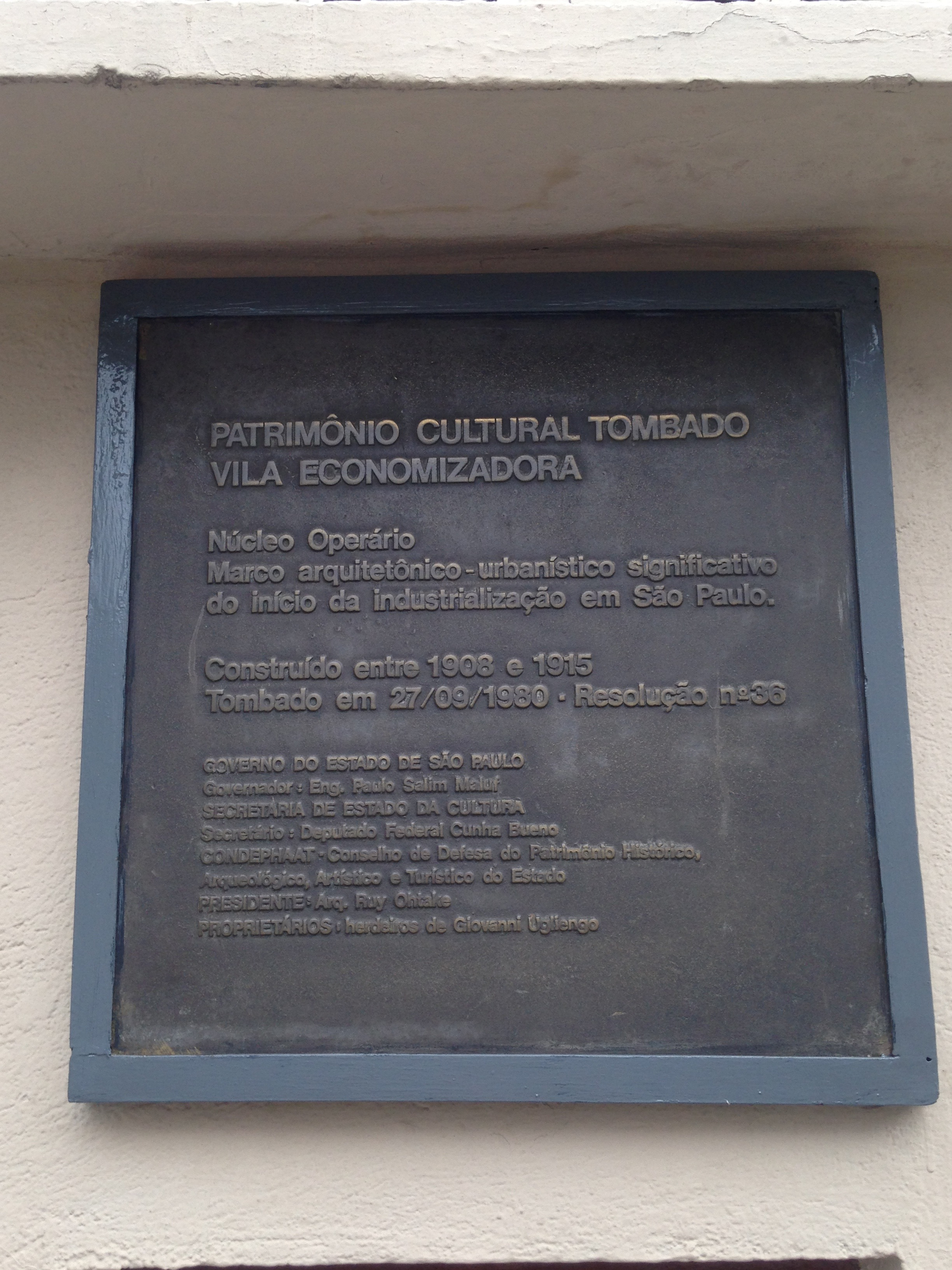
Placa de Tombamento da entrada da Vila Economizadora

De extrema importância para a história da cidade e do país, a Vila Economizadora ilustra e registra a construção das primeiras casas populares paulistas e o início da fase de industrialização, tornando-se memória viva da história da formação da cidade de São Paulo.

### Tombamento
Por isso, o patrimônio foi tombado em 1980 pelo CONDEPHAAT – Conselho de Defesa do Patrimônio Histórico Arqueológico, Artístico e Turístico do Estado de São Paulo – e em 1991 pelo CONPRESP – Conselho Municipal de Preservação do Patrimônio Histórico, Cultural e Ambiental da Cidade de São Paulo. 

## Estado Atual
Construída com fins residenciais, a Vila Economizadora permanece realizando sua função original - servindo de moradia para habitantes da cidade de São Paulo.
Entretanto, ao contrário da data da fundação, atualmente poucas lojas e armazéns são vistos no local.

Foto panorâmica da Vila Economizadora

### Conservação do bem cultural
Em 2009, um estudo realizado pelo Departamento do Patrimônio Histórico (DPH) identificou um grande número de obras no local, que estavam descaracterizando a vila. Por isso, em  2013, a Secretaria Municipal de Cultura da Cidade de São Paulo criou, através do DPH, uma "Cartilha de orientação aos moradores para reforma, restauro e conservação da Vila Economizadora", afim de conduzir a preservação do bem, realizando alterações dentro das normas da lei de tombamento.
Desse modo, a fim de proteger as características do patrimônio, poucas modificações podem ser efetuadas pelos atuais moradores da vila.
Como a Vila Economizadora é tombada pelo Patrimônio Histórico, é obrigatória a conservação e preservação do local. Para reformar ou intervir nas construções, é necessária um autorização do CONDEPHAAT, CONPRESP e da Subprefeitura da Sé.

## Galeria

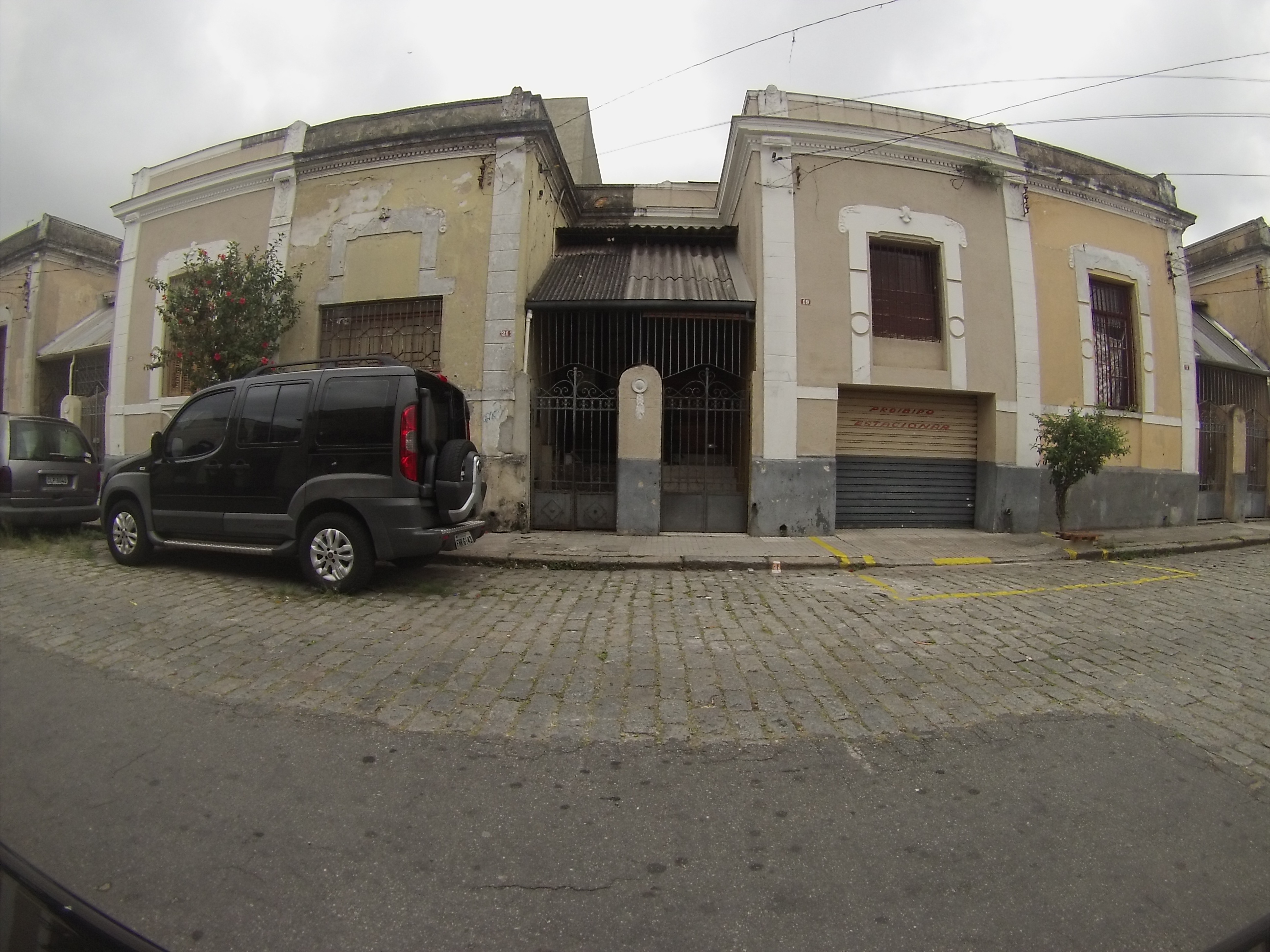
Imóveis com arquitetura padronizada
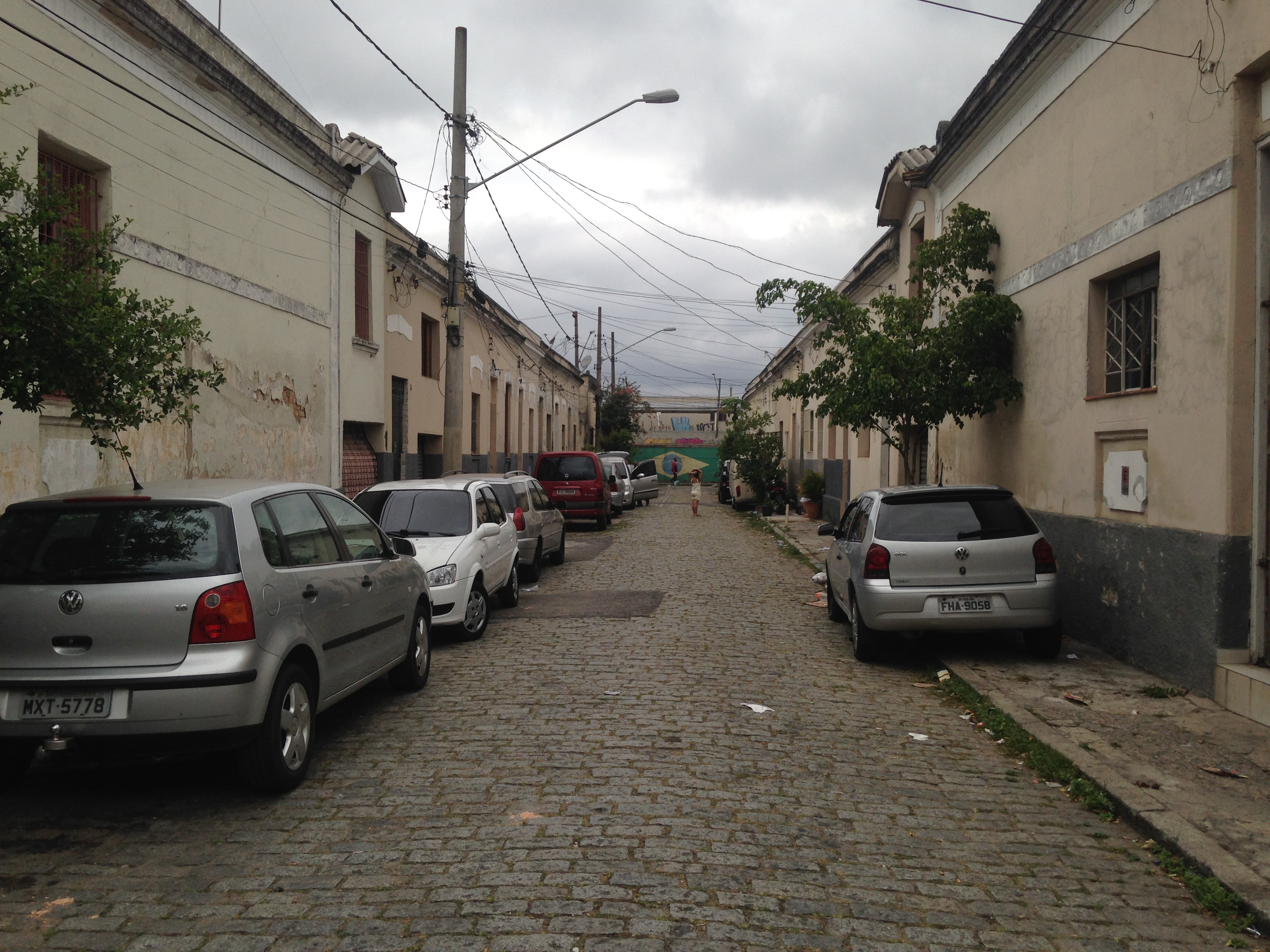
Ao fundo, muro que separa a Vila Economizadora da Avenida do Estado
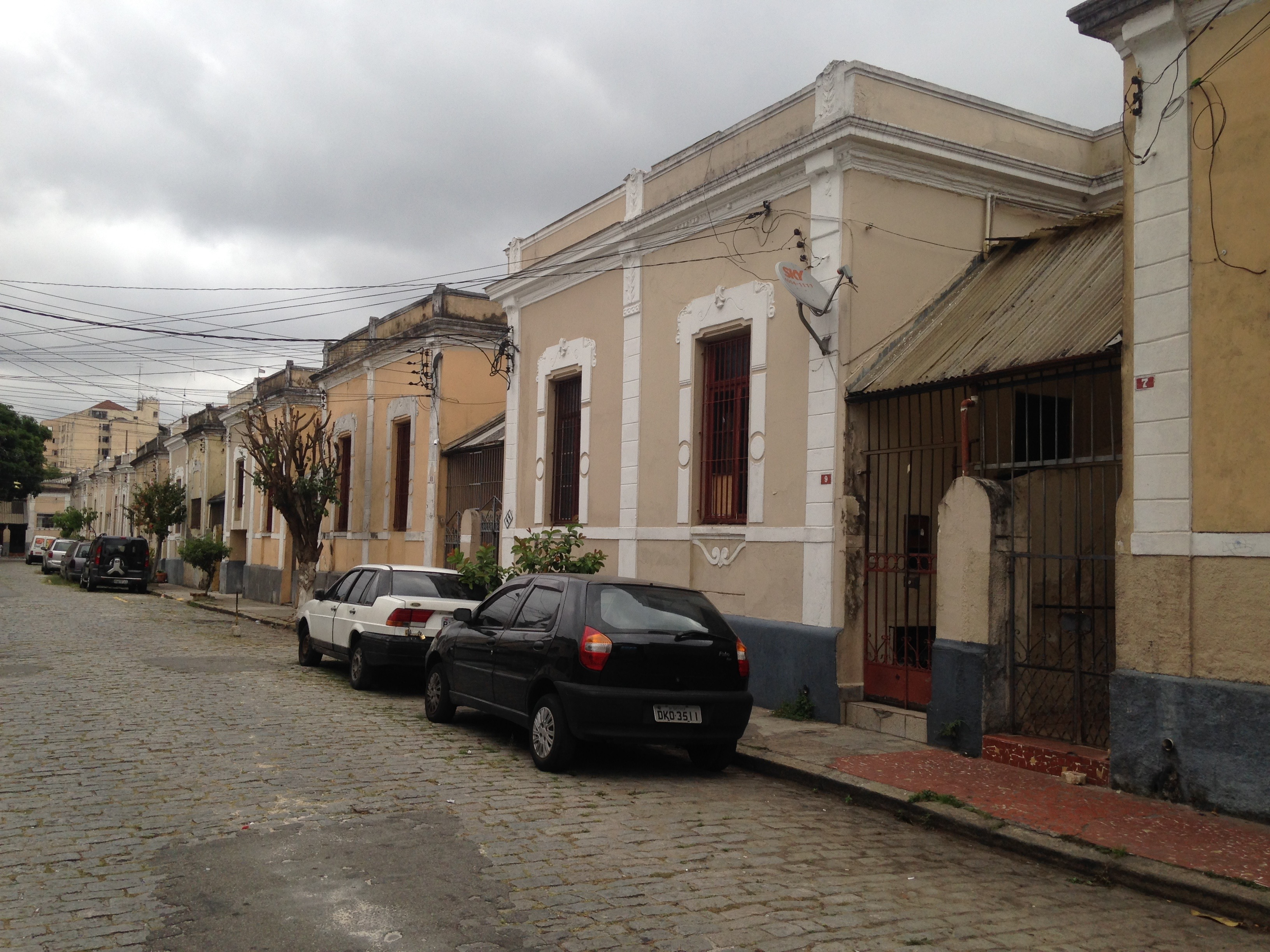
Detalhes das casas
Foto panorâmica da Vila Economizadora
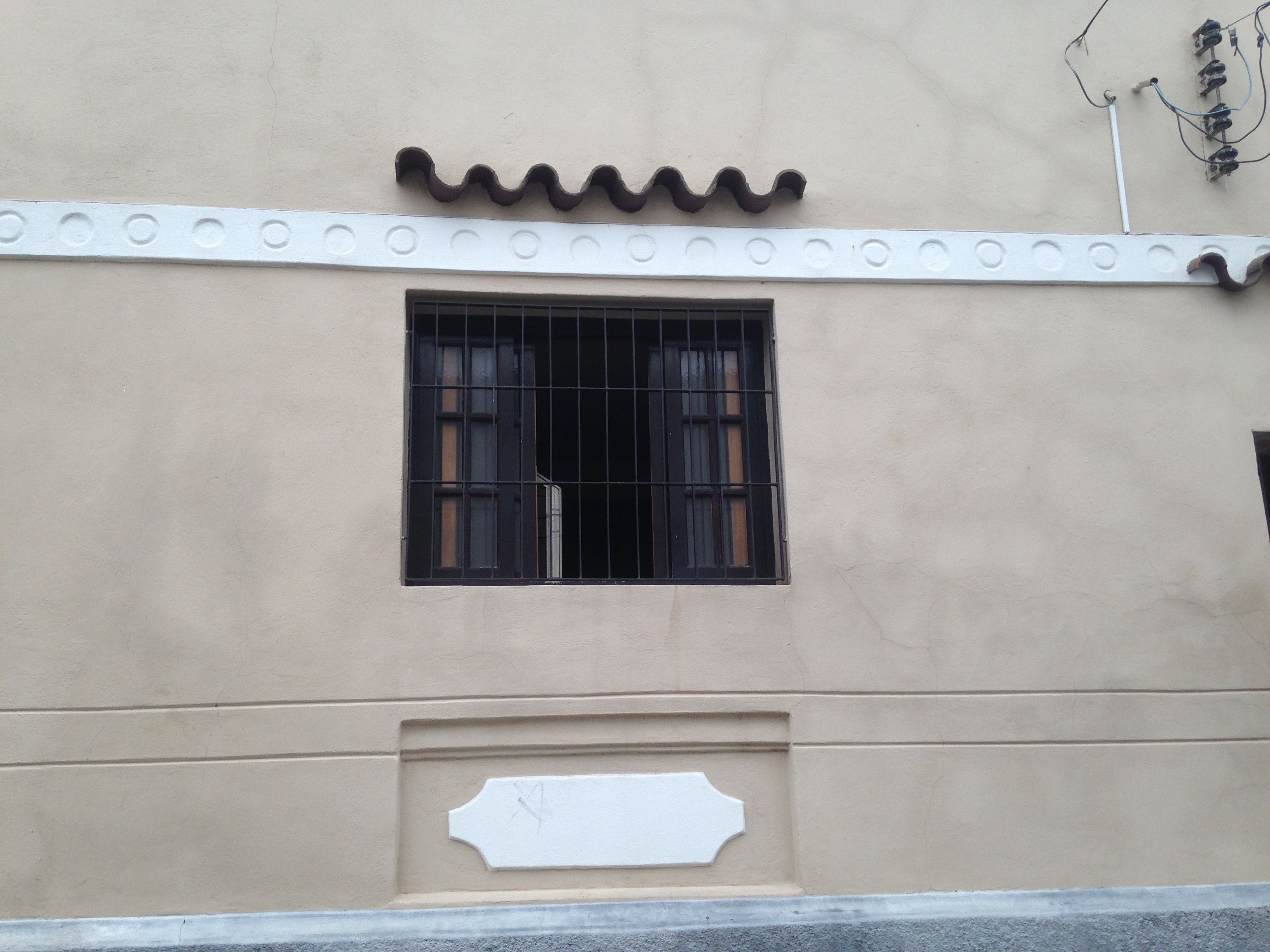
Detalhe decorativo da janela
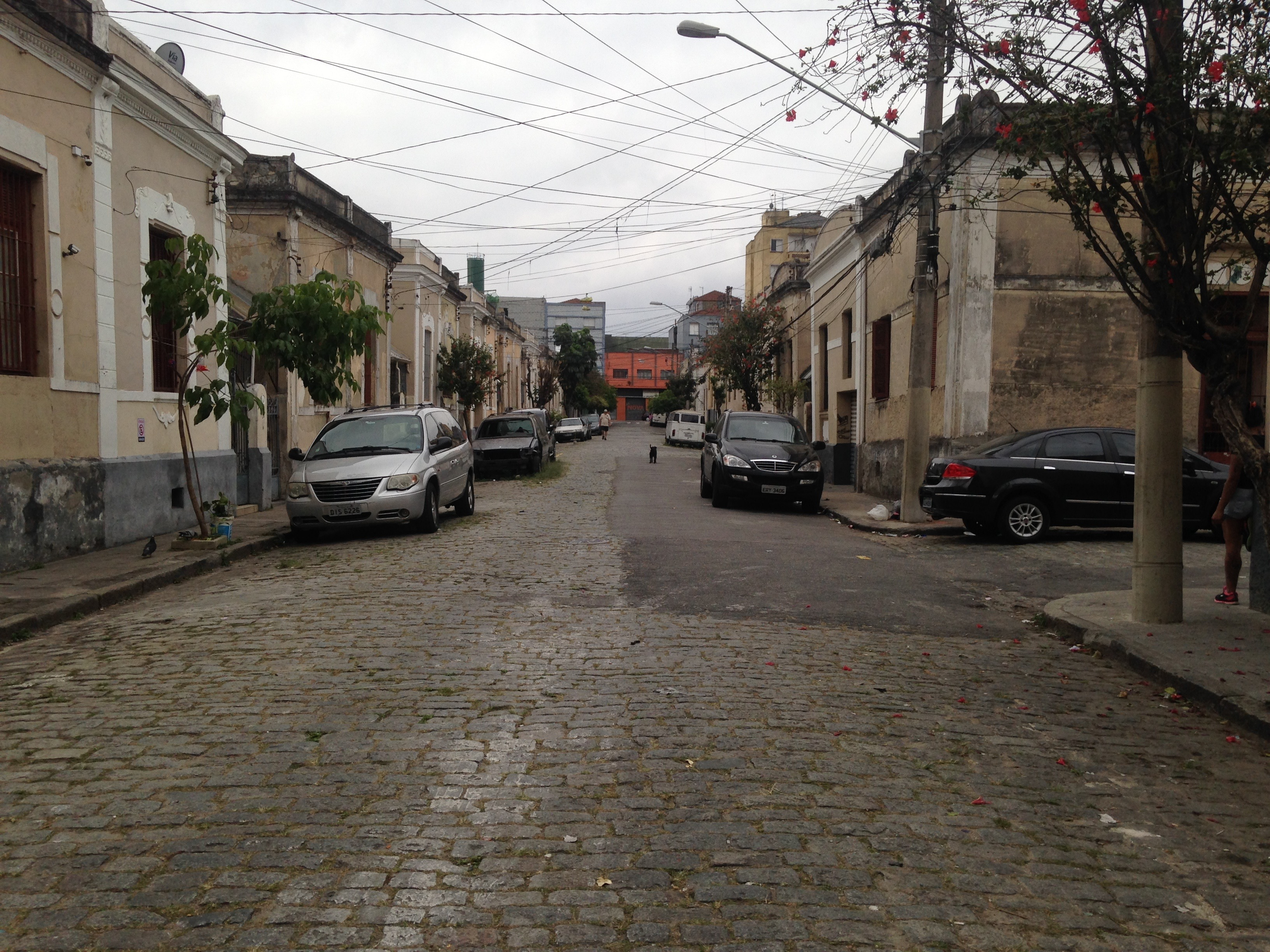
Entrada da Vila Economizadora